# Melanie Schlotzhauer
Melanie Schlotzhauer (* 4. September 1971) ist eine deutsche Politikerin (SPD). Sie ist seit Dezember 2022 Sozialsenatorin der Freien und Hansestadt Hamburg. Zuvor war sie von Juni 2020 bis Dezember 2022 Staatsrätin der Sozialbehörde für den Bereich Gesundheit.

## Ausbildung und beruflicher Werdegang
Von 1991 bis 1994 studierte Schlotzhauer an der Fachhochschule des Bundes für öffentliche Verwaltung in Mannheim und erreichte den Abschluss Diplom-Verwaltungswirtin. Im Anschluss daran war sie bis 1997 Mitarbeiterin der Agentur für Arbeit Hamburg. Parallel studierte sie Volkswirtschaftslehre an der Universität Hamburg. Nach einer Familienzeit studierte sie Politikwissenschaften und Volkswirtschaftslehre an der Fernuniversität Hagen mit Abschluss in Politikwissenschaften sowie nach einem Studium an der Hochschule für angewandte Wissenschaften Hamburg einen M.B.A.-Abschluss in Sozial- und Gesundheitsmanagement. Im Anschluss daran schlossen sich verschiedene Beratungs- und Projekttätigkeiten an. Von 2013 bis 2020 war sie in der Geschäftsführung innerhalb der Perspektiv-Kontor Hamburg.

## Politik
Schlotzhauer ist Mitglied der SPD Hamburg. Von 2009 bis 2013 war sie Kreisvorsitzende der Altonaer SPD. Sie saß auch in der Altonaer Bezirksversammlung, bis sie ihr Mandat zum 31. Dezember 2011 niederlegte.
Am 11. Juni 2020 wurde sie zur Staatsrätin der Sozialbehörde für den Bereich Gesundheit unter Senatorin Melanie Leonhard (SPD) ernannt. Am 15. Dezember 2022 wurde sie von Hamburgs Erstem Bürgermeister Peter Tschentscher (SPD) zur Nachfolgerin Leonhards als Senatorin für Arbeit, Gesundheit, Soziales, Familie und Integration im Senat Tschentscher II berufen, da Leonhard selbst im Rahmen einer Senatsumbildung als Senatorin ins Wirtschaftsressort wechselte. Im Zuge der Bildung des Senats Tschentscher III am 7. Mai 2025 verlor die Behörde die Zuständigkeiten für Arbeit und Familie.